# Verticordia lindleyi
Verticordia lindleyi är en myrtenväxtart som beskrevs av Johannes Conrad Schauer. Verticordia lindleyi ingår i släktet Verticordia och familjen myrtenväxter.

## Underarter
Arten delas in i följande underarter:
- V. l. lindleyi
- V. l. purpurea